# Manchesters skibskanal
Manchesters skibskanal (engelsk: Manchester Ship Canal) er en 58 km lang indlands vandvej i Nordvestengland, der forbinder Manchester med Det Irske Hav. Den har sin begyndelse ved Merseys udmunding nær Liverpool, og følger generelt den oprindelige rute for floderne Mersey Irwell igennem de historiske counties Cheshire og Lancashire. Kanalen har adskillige sæt sluser, der regulerer de 18 meters højdeforskel mellem kanalens yderpunkter fra Manchester og til havet. Blandt de vartegn, som findes lang floden Barton Swing Aqueduct, er bl.a. verdens eneste svingakvædukt og Trafford Park, der er verdens første planlagte industriområde, og stadig er det største i Europa.
Floderne Mersey og Irwill blev først gjort navigerbare i begyndelsen af 1700-tallet. Varer blev også transporteret på Runcorn-forlængelsen af Bridgewater Canal (fra 1776) og via Liverpool and Manchester Railway (fra 1830), men i slutningen af 1800-tallet var Mersey and Irwell Navigation blev forfalden og var ofte ubrugelig. Manchesters erhvervsliv var utilfredse med de afgifter, der var blevet pålagt af Liverpools havne- og jernbaneselskaber. En skibskanal blev derfor foreslået for at give oceangående fartøjer direkte adgang til Manchester. Regionen led under den lange depression; kanalens fortalere argumenterede med, at planerne ville øge konkurrencen og skabe arbejdspladser. Planer om offentlig blev præsenteret første gang i Det britiske parlament som et lovforslag i 1882, men planerne blev mødt med kraftig modstand fra Liverpool, og byggeriet blev ført igangsat i 1885.
Opførslen begyndte i 1887 og tog næsten 6 år og kostede £15 mio. (svarende til omkring £1,65 mia. i 2011. Da skibskanalen åbnede i januar 1894, var det den største navigerbare kanal i verden og den muliggjorde, at den nye Machester havn blev landets tredje-travleste på trods af, at ligge omkring 64 km inde i landet. Ændringer i shippingmetoderne og udbredelsen af containere i 1970'erne og 1980'erne betød, at mange skibe blev for store til at benytte kanalen, og trafikken mindskedes, hvilket resulterede i at havnen ved Salford lukkede.
På trods af at have plads til kunne akkommodere kystskibe og interkontinentale fragtskibe, så er kanalen ikke stor nok til de fleste moderne fragtskibe. I 2011 var trafikken faldet fra sit højdepunkt i 1958 på 18 millioner long tons (20 millioner short tons) fragt årligt til omkring 7 millioner long tons (7,8 millioner short tons). Kanalen er i dag privatejet af Peel Holdings, der har planer om at genudvikle og udvide den, så man kan øge varetransporten fra 8.000 containere om året til 100.000 i 2030 som en del af deres Atlantic Gateway project.